# Айґаґалефілі Фепулеаї Тапуаї
Айґаґалефілі Фепулеаї Тапуаї (нар. 2001 або 2002 р.)  — самоансько-новозеландська поетеса, представниця корінного населення та активістка із зміни клімату. Вона є дочкою колишнього депутата парламенту від Самоа Семінаре Фепулеаї.
Фепулеаї Тапуаї народилася в Південному Окленді та отримала освіту в коледжі Аорере. У 2019 році вона організувала групу зі зміни клімату Pasefika 4 Tha Kulture та брала участь у кліматичних страйках 2019 року. Історія її кліматичної активності задокументована у фільмі «Приплив, не ховайся». У березні 2020 року вона була обрана представляти Нову Зеландію на глобальній конференції молодих лідерів у Нью-Йорку.
Під час пандемії COVID-19 вона розповіла про расову нерівність в освіті та про те, як пандемія змусила учнів Pasefika залишити школу, щоб утримувати свої сім’ї. Під час виборчої кампанії 2020 року її запросили взяти участь у дебатах лідера.

## Визнання
У листопаді 2020 року вона була нагороджена премією «Молодий лідер» на премії New Zealand Women of Influence Awards. У грудні 2020 року вона була нагороджена вищою нагородою за захист молоді на першій церемонії вручення нагород за молодіжне лідерство Фонду Тихоокеанського співробітництва. У 2021 році була номінована на премію «Новозеландець року» в категорії «місцевий герой».